# Квадриллион
Квадриллио́н (сокращённо квадрлн) — натуральное число, является единицей с
- 15 нулями (1 000 000 000 000 000 = {\displaystyle 10^{15}}, тысяча триллионов или миллион миллиардов) в системе наименования чисел с короткой шкалой (которая применяется в России, Великобритании, США);
- 24 нулями (1 000 000 000 000 000 000 000 000 = {\displaystyle 10^{24}} = {\displaystyle 10^{6}\cdot 10^{6}\cdot 10^{6}\cdot 10^{6}} = {\displaystyle (10^{6})^{4}}, миллион в четвёртой степени) в системе наименования чисел с длинной шкалой (Центральная и Западная Европа за исключением Великобритании, некоторые страны Латинской Америки).

|                         | Короткая шкала | Длинная шкала |
| ----------------------- | -------------- | ------------- |
| {\displaystyle 10^{15}} | квадриллион    | биллиард      |
| {\displaystyle 10^{18}} | квинтиллион    | триллион      |
| {\displaystyle 10^{21}} | секстиллион    | триллиард     |
| {\displaystyle 10^{24}} | септиллион     | квадриллион   |

## Приставки СИ
- Для квадриллиона (1015) — пета.
- Для одной квадриллионной (10−15) — фемто.
- ISO: peta — (P).

## В других областях
- В мае 1946 года Венгерским национальным банком выпускалась банкнота достоинством в 1 миллиард милпенгё (1 квадриллион пенгё), которая стоила 2,4 цента США в конце месяца.
- 16 марта 2022 года дизайнер из Кингисеппа подал в суд на шведскую торговую сеть IKEA, которая приостановила свою деятельность в России, с требованием выплатить ему 1 квадриллион рублей в качестве компенсации за срыв работы его дизайн-студии[2].
- Общая численность всех муравьев на Земле составляет примерно 20 квадриллионов особей[3].